# Neotomoxia robusta
Neotomoxia robusta là một loài bọ cánh cứng trong họ Mordellidae. Loài này được Pic mô tả khoa học năm 1931.